# Ernesto Vaser
Ernesto Vaser (31 de marzo de 1876 – 23 de noviembre de 1934) fue un actor y director teatral y cinematográfico italiano activo en la época del cine mudo. 

## Biografía
Nacido en Turín, Italia, en el seno de una familia de actores de teatro en idioma piamontés, su padre, Pietro, trabajó en la famosa compañía teatral de Giovanni Toselli. Junto a su hermano, el también actor Ercole Vaser, y al igual que su padre, inició también la carrera de intérprete teatral piamontés, al tiempo que cantaba en diferentes café-concerts en el Piamonte.
Convertido en un artista muy popular, fue uno de los primeros actores teatrales en dedicarse al cine, y en 1905 rodó su primera cinta, bajo la dirección de Arturo Ambrosio. En un cine italiano que entonces se encontraba en sus inicios, y que contaba con actores protagonistas extranjeros, Vaser fue casi con certeza el primer actor cómico italiano de la historia cinematográfica de su país.
Ambrosio le contrató para trabajar en la productora cinematográfica fundada por él, Ambrosio Film, interpretando películas de importancia, aunque de género diferente, como fue el caso de Los últimos días de Pompeya. Vaser pasó a ser uno de los principales actores cómicos de la productora, segundo tras el español Marcel Fabre (Robinet), y entre 1910 y 1916 interpretó el papel cómico de Fricot, protagonista en diversos cortometrajes.
Paralelamente, también trabajó para Itala Film, rodando varios cortometrajes como director y actor, en algunos de los cuales encarnaba a otro personaje cómico, Fringuelli. Otra productora con la que colaboró fue Piemonte Film. 
A principios de la década de 1920 Ernesto Vaser finalizó su carrera artística, y en 1934 falleció en Turín.

## Selección de su filmografía

### Como actor
- Il cappello nella minestra, dirigida por Arturo Ambrosio (1905)
- Il dolce che scappa, dirigida por Arturo Ambrosio (1906)
- Cornuto (Cucù suo malgrado), dirigida por Giovanni Vitrotti (1906)
- Avventura di un ubriaco, dirigida por Roberto Omegna (1906)
- L'amico della vedova, dirigida por Giovanni Vitrotti (1907)
- Il telefono nel Medioevo, dirigida por Ernesto Maria Pasquali (1907)
- Los últimos días de Pompeya, dirigida por Arturo Ambrosio y Luigi Maggi (1908)
- Amore e patria, dirigida por Luigi Maggi (1909)
- Nerone, dirigida por Luigi Maggi (1909)
- L'ostaggio, dirigida por Luigi Maggi (1909)
- Il diavolo zoppo, dirigida por Luigi Maggi (1909)
- Il granatiere Roland, dirigida por Luigi Maggi (1910)
- Perché Fricot fu messo in collegio, dirigida por Marcel Fabre (1910)
- Fricot va in collegio, dirigida por Marcel Fabre (1910)
- Fricot impara un mestiere, dirigida por Marcel Fabre (1910)
- Fricot diventa libertino, dirigida por Marcel Fabre (1910)
- Il parapioggia di Fricot, dirigida por Marcel Fabre (1910)
- Il segreto del gobbo, dirigida por Luigi Maggi (1910)
- Fricot impiegato municipale, dirigida por Marcel Fabre (1910)
- Sisto V, dirigida por Luigi Maggi (1911)
- Robinet ammiratore di Napoleone, dirigida por Marcel Fabre (1911)
- Hircan il crudele, dirigida por Luigi Maggi (1911)
- Nozze d'oro, dirigida por Arturo Ambrosio y Luigi Maggi (1911)
- Robinet tra i fuochi, dirigida por Marcel Fabre (1911)
- L'attrice burlona, dirigida por Mario Morais (1912)
- Robinet padre e figlio, dirigida por Marcel Fabre (1912)
- La mala pianta, dirigida por Mario Caserini (1912)
- Santarellina, dirigida por Mario Caserini (1912)
- La corda dell'arco, dirigida por Mario Caserini (1912)
- Robinet studia matematica, dirigida por Marcel Fabre (1912)
- Quel galantuomo del mio cameriere, dirigida por Eleuterio Rodolfi (1913)
- Il barbiere di Siviglia, dirigida por Luigi Maggi (1913)
- Il matrimonio di Figaro, dirigida por Luigi Maggi (1913)
- Val d'olivi, dirigida por Eleuterio Rodolfi (1916)
- Tigre reale, dirigida por Giovanni Pastrone (1916)
- La meridiana del convento, dirigida por Eleuterio Rodolfi (1917)
- Il fauno, dirigida por Febo Mari (1917)
- La maschera del barbaro, dirigida por Paolo Trinchera (1918)
- La gibigianna, dirigida por Luigi Maggi (1919)
- La notte dell'anima, dirigida por Armando Carbone (1920)

### Como director
- La moda vuole l'ala larga (1912)
- Attenti alla vernice! (1913)
- Il primo veglione di Fringuelli (1913)
- Fringuelli e Virginia (1913)
- Il cuore non invecchia (1913)
- Fringuelli se la vide brutta (1913)
- Fricot ne sa abbastanza (1913)
- Madame Fricot è gelosa (1913)
- Fricot e la grancassa (1914)
- La domenica della famiglia Fricot (1914)
- Fricot e il canarino (1914)
- Le lattivendole (1914)
- Da galeotto a marinaio (1914)
- Il rimedio per le donne, dirección y guion (1914)
- Fricot e il telefono (1915)
- Fricot conquistatore (1915)
- Fricot pacifista (1915)
- Fricot domatore (1916)
- L'ospite ferito (1916)
- Ombre e bagliori (1916)